# Javier Lliso
Javier Lliso (ur. 18 sierpnia 1997 w Madrycie) – hiszpański narciarz dowolny specjalizujący się w slopestyle'u i big airze, olimpijczyk z Pekinu 2022.

## Udział w zawodach międzynarodowych
| Impreza            | Rok  | Miejsce       | Konkurencja | Miejsce |                      |      |       |         |    |
| ------------------ | ---- | ------------- | ----------- | ------- | -------------------- | ---- | ----- | ------- | -- |
| Impreza            | Rok  | Miejsce       | Konkurencja | Miejsce | Igrzyska olimpijskie | 2022 | Pekin | big air | 6. |
| slopestyle         | 14.  |               |             |         | Igrzyska olimpijskie | 2022 | Pekin |         |    |
| Mistrzostwa świata | 2017 | Sierra Nevada | slopestyle  | 47.     |                      |      |       |         |    |
| Mistrzostwa świata | 2019 | Park City     | big air     | 45.     |                      |      |       |         |    |
| Mistrzostwa świata | 2019 | Park City     | slopestyle  | 28.     |                      |      |       |         |    |
| Mistrzostwa świata | 2021 | Aspen         | big air     | 26.     |                      |      |       |         |    |
| Mistrzostwa świata | 2021 | Aspen         | slopestyle  | 22.     |                      |      |       |         |    |